# Bój pod Serdziukami

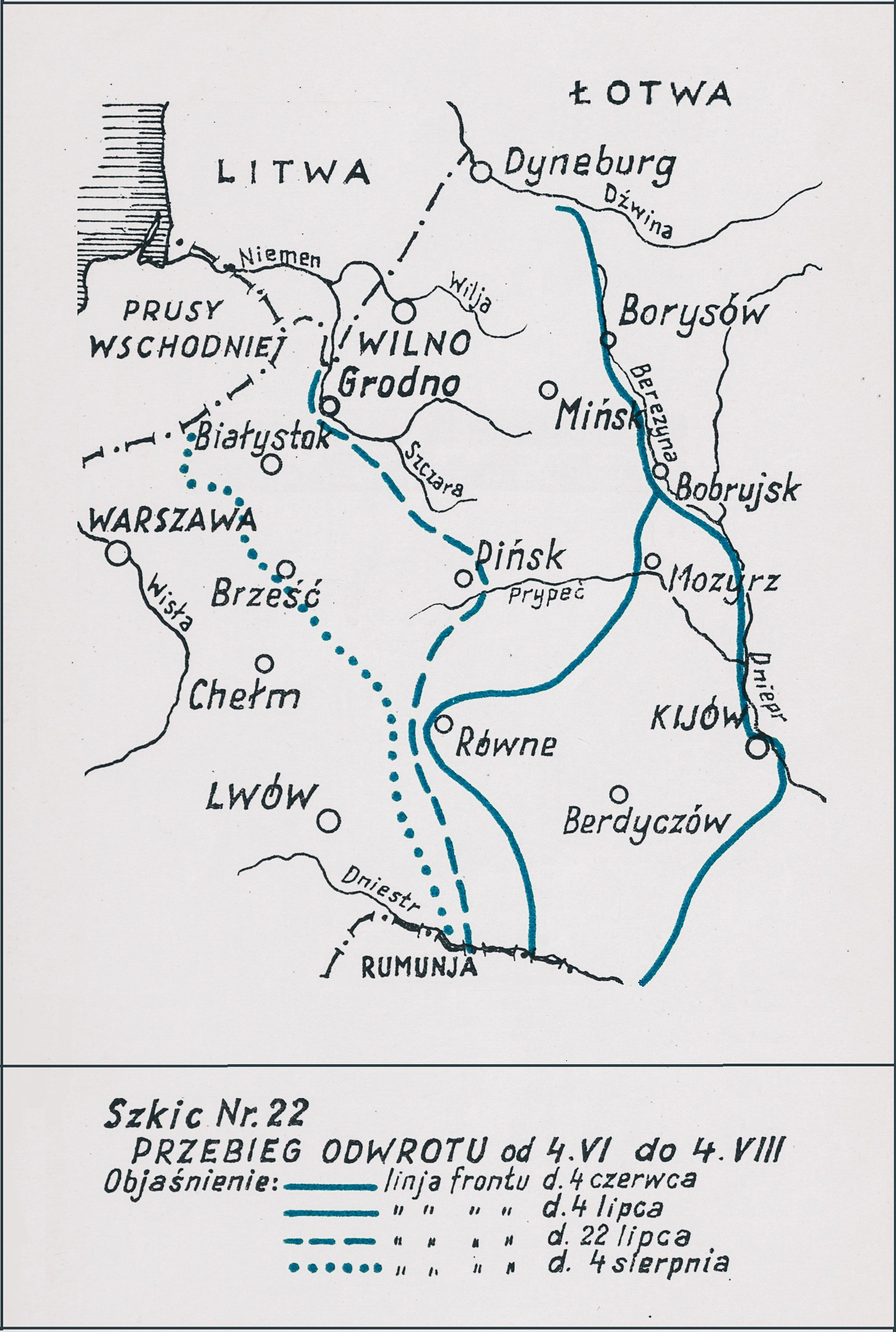
Adam Przybylski,
Wojna Polska 1918–1921

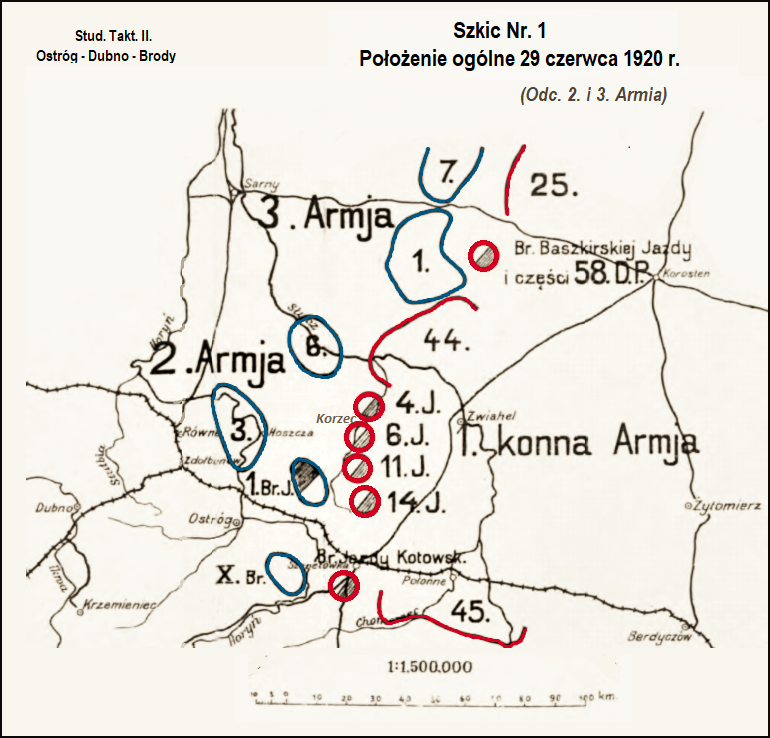
Franciszek Arciszewski, Ostróg – Dubno – Brody. Walki 18 Dywizji Piechoty z konną armją Budiennego

Bój pod Serdziukami – walki polskiego 25 pułku piechoty z pododdziałami sowieckich 42., 56 pułku strzelców, 28 pułku kawalerii i 1 Warszawskiego Pułku im. Bartosza Głowackiego toczone w okresie ofensywy Frontu Południowo-Zachodniego w czasie wojny polsko-bolszewickiej.

## Sytuacja ogólna
26 maja na Ukrainie wojska  sowieckiego Frontu Południowo-Zachodniego przeszły do ofensywy, a już 5 czerwca trzy dywizje sowieckiej 1 Armii Konnej Siemiona Budionnego przełamały trwale polski front na odcinku obrony grupy gen. Jana Sawickiego.
Sowiecki plan kontrofensywy na Ukrainie przewidywał odcięcie polskiej 3 Armii gen. Edwarda Rydza-Śmigłego, zgrupowanej w rejonie Kijowa, poprzez opanowanie Korostenia siłami 12 Armii, oraz Koziatyna i Żytomierza przez 1 Armię Konną Siemiona Budionnego. 10 czerwca odwrót spod Kijowa w kierunku na Korosteń rozpoczęła polska 3 Armia, 16 czerwca  dotarła do Uszy, a 22 czerwca większość sił przebywała już na Uborci.
W ostatnich dniach czerwca poszczególne związki operacyjne Frontu Ukraińskiego ugrupowane były w następujący sposób: Armia Ukraińska skupiona była nad Dniestrem w kierunku granicy z Rumunią, 6 Armia zajmowała odcinek frontu Dniestr–Chmielnik–Lubar, 2 Armia znajdowała się na linii rzek Słucz i Horyń, 3 Armia rozlokowana była nad Uborcią.
27 czerwca 1 Armia Konna przełamała polską obronę na Słuczy na południe od Zwiahla, na odcinku bronionym przez I Brygadę Piechoty (rez.).  Kawaleria Budionnego wdarła się w lukę między lewym skrzydłem 6 Armii a grupą gen. Leona Berbeckiego z 2 Armii.

## Walki pod Serdziukami
Po zakończeniu odwrotu polskiej 3 Armii gen. Edwarda Rydza-Śmigłego, wchodzący w skład 7 Dywizji Piechoty 25 pułk piechoty obsadził 28 czerwca odcinek frontu nad Uborcią od Łopatycz po Barbarówkę. Na wschodnim brzegu rzeki przedmościa bronił I batalion. Około  9.00 na przedmoście „Łopatycze” uderzył wzmocniony artylerią sowiecki 60 pułk strzelców. Mimo dużych strat, atak został odparty. Sowieci wznowili natarcie próbując zastosować manewr oskrzydlenia. Kontratakowała 2 kompania por. Henryka Chmielewskiego wsparta działaniem 10 kompanii. W tej akcji zdobyto 4 armaty z jaszczami i 8 karabinów maszynowych.
30 czerwca I/25 pułku piechoty z 8/7 pułku artylerii polowej dokonał w Serdziukach luzowania pododdziałów 1 pułku piechoty Legionów. W tym czasie, wykorzystując sprzyjające warunki terenowe, przygotowywały się do ataku sowieckie 42. i 56 pułki strzelców oraz 28 pułk kawalerii. Zgodnie z przewidywaniami, po południu uderzyły one na stanowiska polskiego batalionu. Ich zadaniem było opanować Serdziuki, sforsować Uborć i wyjść na prawe skrzydło 7 Dywizji Piechoty. Sowieckie pułki atakowały bez powodzenia polski batalion aż do 4 lipca. W kolejnym dniu Sowieci zdecydowali nadać walce charakter propagandowy. 5 lipca pod Serdziuki ściągnięto złożony z Polaków 1 Warszawski Pułk im. Bartosza Głowackiego. Przed walką, będący w sowieckich okopach komunistyczni agitatorzy w języku polskim przekonywali żołnierzy polskiego batalionu do wypowiedzenia posłuszeństwa oficerom i złożenia broni. Akcja propagandowa nie przyniosła skutku. 6 lipca rewolucyjny pułk warszawski przystąpił do natarcia i po kilku godzinach walki zmusił batalion polski do odwrotu za Uborć.

## Bilans walk
W boju o przyczółek „Serdziuki” I batalion 25 pułku piechoty uległ przeważającym liczebnie pododdziałom sowieckim. Straty batalionu to 1 oficer i 6 szeregowych zabitych, 18 rannych i 12 zaginionych. Taktyczny sukces 7 Dywizji Strzelców okupiony był jednak na tyle dużymi stratami, że dowództwo sowieckie zrezygnowało z planowanej akcji oskrzydlenia polskiej 7 Dywizji Piechoty i ograniczyło się do obsadzenia swoimi wojskami wschodniego brzegu Uborci.